# Dendrobeania fruticosa
Dendrobeania fruticosa är en mossdjursart som först beskrevs av Alpheus Spring Packard 1863.  Dendrobeania fruticosa ingår i släktet Dendrobeania och familjen Bugulidae. Arten är reproducerande i Sverige. Utöver nominatformen finns också underarten D. f. quadridentata.